# Iggensbach
Iggensbach è un comune tedesco di 2 104 abitanti, situato nel land della Baviera.